# Kareloecia
Kareloecia is een geslacht van kreeftachtigen uit de klasse van de Ostracoda (mosselkreeftjes).

## Soorten
- Kareloecia minacis (Maddocks in Maddocks & Iliffe, 1986) Maddocks, 1991
- Kareloecia woutersi Maddocks, 1991